# غدة معدية
تقع الغُدد المَعِدِية في مناطق مُختلفة في المعدة، وهي غدد قاع المعدة والغدد الفؤادية والغدد البوابية. تقع الغدد ووهدات المعدة في بطانة المعدة، حيثُ تقع الغدد في الصفيحة المخصوصة للغشاء المخاطي للمعدة، وتفتح الغدد في قاع وهدات المعدة المُتشكلة عبر الظهارة. تُفرز هذه الغدد المخاط، الببسين، حمض الهيدروكلوريك، العامل الداخلي، الغاسترين، البيكربونات.
هناك نوعان من الغدد في المعدة، والغدة المؤكسدة والغدة البواب. النوع الرئيسي من غدة المعدة هو الغدة المؤكسدة الموجودة في 80% من المعدة، وغالبًا ما يشار إليها ببساطة باسم الغدة المعدية. الغدة المؤكسدة هي غدة إفرازية وتحتوي على الخلايا الجدارية التي تنتج حمض الهيدروكلوريك والعامل الداخلي. العامل الداخلي ضروري لامتصاص فيتامين ب 12.
النوع الآخر من الغدة في المعدة هو غدة البواب الموجودة في منطقة البواب التي تشغل 20% المتبقية من منطقة المعدة. تفرز غدة البواب الغاسترين من خلاياها جي. تتشابه غدد البواب في تركيبها مع الغدد المؤكسدة، ولكنها غدد صماء بالكاد تحتوي على أي خلايا جداريّة.

## أنواع الغدد
الغدد المعدية عبارة عن غدد في بطانة المعدة تلعب دورًا أساسيًا في عملية الهضم. تحتوي جميع الغدد على خلايا فويولار تفرز المخاط. المخاط يبطن المعدة بالكامل يحمي بطانة المعدة من تأثيرات حمض الهيدروكلوريك المنطلق من الخلايا الأخرى في الغدد.
الغدد المعدية هي في الغالب غدد خارجية صماء وتقع جميعها تحت حفر المعدة داخل الغشاء المخاطي للمعدة - الغشاء المخاطي للمعدة. الغشاء المخاطي في المعدة مليء بحفر معدية لا حصر لها تضم كل منها 3-5 غدد معدية. خلايا الغدد الخارجية هي خلايا مخاطية وخلايا رئيسية وخلايا جداريّة. النوع الآخر من غدة المعدة هو غدة البواب وهي غدة صماء تفرز هرمون الغاسترين الذي تنتجه الخلايا جي.
توجد الغدد القلبية في قلب المعدة وهو الجزء الأقرب للقلب، حيث يغلق الفتحة التي يلتقي فيها المريء بالمعدة. عثر هنا فقط على الغدد القلبية وهي تفرز المخاط بشكل أساسي. هم أقل عددًا من الغدد المعدية الأخرى وأكثر ضحالة في الغشاء المخاطي. هناك نوعان - إما أنبوبي بسيط مع قنوات قصيرة أو مركب عنصري يشبه غدد برونر الإثني عشرية.
توجد الغدد القاعدية (أو الغدد المؤكسدة) في قاع وجسم المعدة. هم عبارة عن أنابيب بسيطة مستقيمة تقريبًا، اثنان منها أو أكثر يفتحان في قناة واحدة. خلية حمضية يعني إفراز الحمض وتفرز حمض الهيدروكلوريك (HCl) والعامل الداخلي.
تقع الغدد البواب في غار البواب. يفرزون الغاسترين الذي تنتجه خلاياهم جي.

## معرض صور

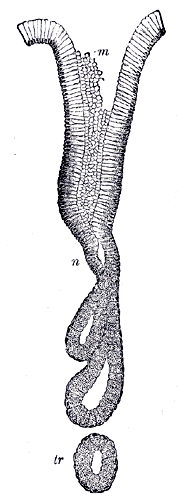
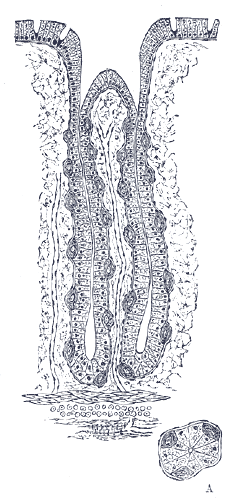
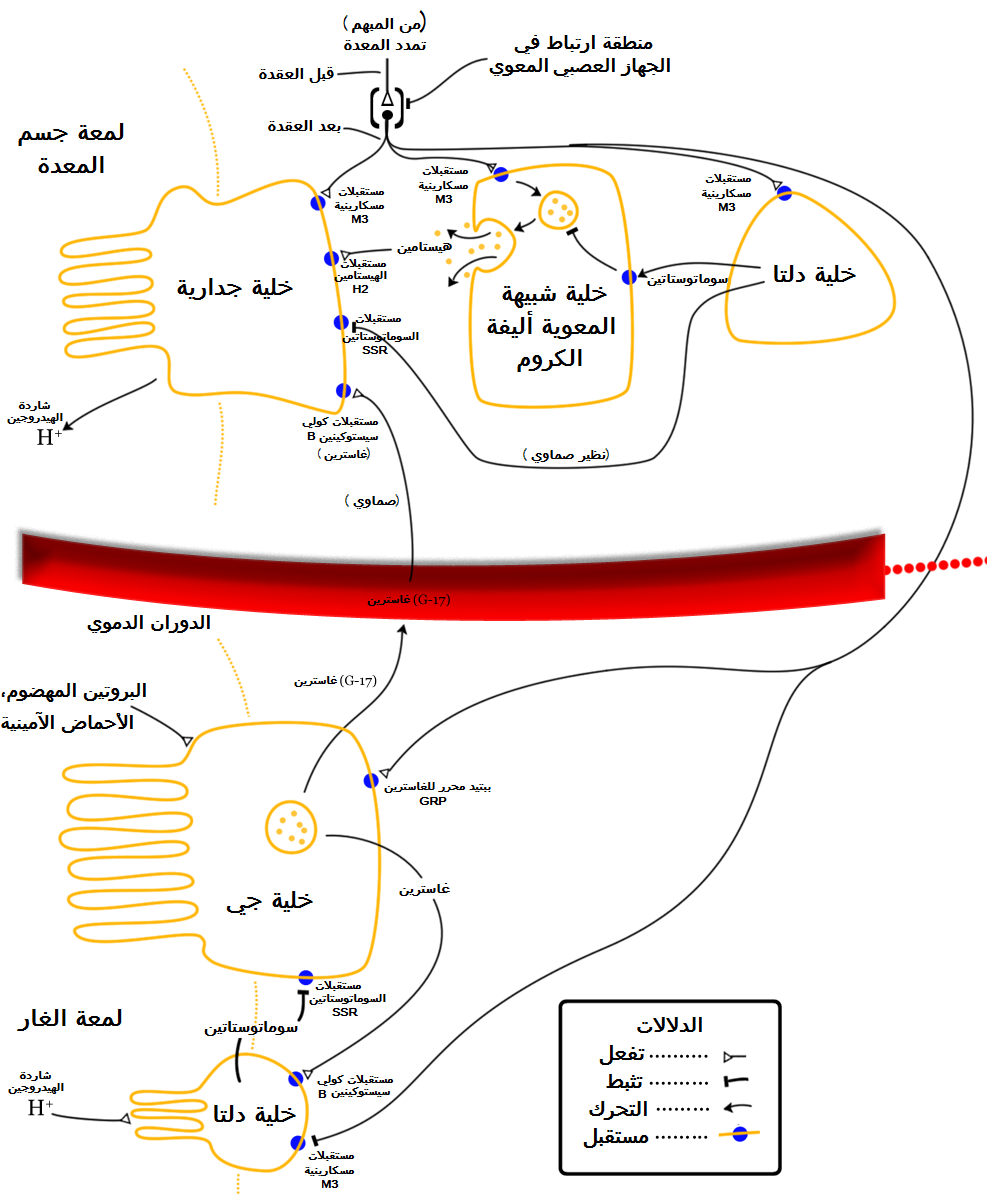
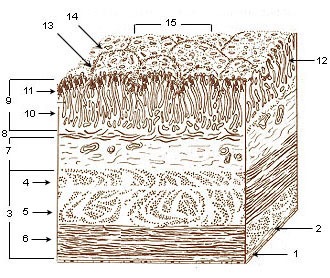

## وصلات خارجية
- صورة تشريحية: 50_02 في مركز جامعة أوكلاهوما للعلوم الصحية. - "Fundic stomach"
- صور تشريحيَّة: Digestive/mammal/stomach4/stomach2 - علم الأعضاء المقارن في جامعة كاليفورنيا، ديفيس - "Mammal, ruminant stomach (LM, High)"
- صور نسيجية: 11301ooa — نظام تعلم علم الأنسجة في جامعة بوسطن - "Digestive System: Alimentary Canal - fundic stomach"
- Veterinary Histology at vt.edu
- Histo/frames/Histo18.html في موقع (MedEd) التابع لجامعة لويولا. - see slide #42
- صورة تشريحية: 100_04 في مركز جامعة أوكلاهوما للعلوم الصحية. - "Esophageal-stomach junction"
- صور نسيجية: 11103loa — نظام تعلم علم الأنسجة في جامعة بوسطن - "Digestive System: Alimentary Canal: esophageal/stomach junction"